# Wolfgang Pietzsch
Wolfgang Pietzsch est un joueur d'échecs allemand né le 21 décembre 1930 à Wittgendorf (près de Zittau) et mort le 29 décembre 1996 à Leipzig. Il remporta le championnat d'Allemagne de l'Est en 1949 (zone soviétique), 1959-1960 (ex æquo avec Golz qu'il battit lors du match de départage, +2 =2), 1962 et 1967. Dans les années 1960, il était le deuxième meilleur joueur d'Allemagne de l'Est qu'il représenta lors de six olympiades : en 1952 (au 2e échiquier), 1958 (2e remplaçant), puis au deuxième échiquier (derrière Wolfgang Uhlmann) en 1960, 1962, 1966 et 1968. La Fédération internationale des échecs lui décerna le titre de grand maître international lors du congrès de 1966 après la victoire de Wolfgang Pietzsch au tournoi international de Leipzig en 1965.
Après des études de physique et mathématiques, Wolfgang Pietzsch devint professeur, notamment dans un institut de formation en électrotechnique. Il se retira des compétitions d'échecs dans les années 1970.

## Palmarès
Wolfgang Pietzsch remporta les tournois de :
- Großröhrsdorf 1949 (ex æquo avec Lothar Schmid),
- Zittau 1951 et 1957-1958,
- Leipzig 1952 (championnat de Saxe),
- Riesa 1952 (championnat de Saxonie),
- Halle (Saxe-Anhalt) 1956 et 1961-1962 (entraînement)
- Finsterwalde 1958,
- Wroclaw (tournoi du nouvel an) en 1959 et 1961
- Leipzig 1965, tournoi anniversaire, devant Vladimir Liberzon, Lubomir Kavalek Wolfgang Uhlmann, Milko Bobotsov, Vladimir Antochine et Petar Trifunovic.
- Leipzig 1966 et 1968-1969 (opens internationaux),

Il termina deuxième du championnat d'Allemagne de l'Est en 1950, 1951 et 1958 (derrière Wolfgang Uhlmann),
Il finit dixième du tournoi zonal de Madrid en 1960, septième du mémorial Capablanca à La Havane en 1962, troisième ex æquo  du tournoi de Bad Liebenstein en 1963 (victoire de Polougaïevski et Gipslis), neuvième du tournoi zonal de Kecskemét 1964, quatrième du tournoi de Tbilissi 1965 et cinquième ex æquo du tournoi de Sarajevo 1966.